# Kolansko blato - Blato Rogoza
Kolansko blato - Blato Rogoza este o arie protejată (sit de importanță comunitară — SCI) din Croația întinsă pe o suprafață de 178,64 ha, integral pe uscat.

## Localizare
Centrul sitului Kolansko blato - Blato Rogoza este situat la coordonatele 44°31′13″N 14°55′04″E / 44.520413°N 14.917904°E.

## Înființare
Situl Kolansko blato - Blato Rogoza a fost declarat sit de importanță comunitară în iulie 2013 pentru a proteja 1 specie de plante și 5 specii de animale.

## Biodiversitate
Situată în ecoregiunea mediteraneană, aria protejată conține 6 habitate naturale: Vegetație anuală la limita mareei, Lagune de coastă, Pajiști uscate din regiunea submediteraneeană estică (Scorzoneratalia villosae), Iazuri temporare mediteraneene, Pășuni mediteraneene udate de apa mării (Juncetalia maritimi), Pajiști submediteraneene de Molinio-Hordeion secalini.
La baza desemnării sitului se află mai multe specii protejate:
- plante (1): Scilla litardierei
- nevertebrate (2): Lindenia tetraphylla, Proterebia afra dalmata
- reptile (3): Elaphe situla, țestoasa de baltă (Emys orbicularis), țestoasă bănățeană (Testudo hermanni)

Pe lângă speciile protejate, pe teritoriul sitului au mai fost identificate 5 specii de plante, 2 specii de nevertebrate.